# Pseudemys rubriventris
Espèce
Synonymes
- Testudo rubriventris Le Conte, 1830
- Emys irrigata Bell in Duméril & Bibron, 1835
- Emys rivulata Gray, 1844
- Pseudemys rubriventris bangsi Babcock, 1937

Statut de conservation UICN

 NT  : Quasi menacé
Pseudemys rubriventris est une espèce de tortue de la famille des Emydidae.

## Description
Tortue de rivière assez grande, elle mesure en moyenne environ 29 à 30 cm de longueur et pèse en moyenne environ 3 kg, bien que les grandes femelles puissent mesurer jusqu'à 40 cm de longueur.

## Répartition
Cette espèce est endémique des États-Unis. Elle se rencontre au Maryland, en Pennsylvanie, au New Jersey, au Delaware, en Virginie, en Virginie-Occidentale, en Caroline du Nord et au Massachusetts.

## Publication originale
- Le Conte, 1830 : Description of the species of North American tortoises. Annals of the Lyceum of Natural History of New York, vol. 3, p. 91-131 (texte intégral).